# Turecká Wikipedie
Turecká Wikipedie (turecky Türkçe Vikipedi) je verze Wikipedie v turečtině. Byla založena Wikipedie v prosinci roku 2002. V červnu 2024 obsahovala přes 611 000 článků a pracovalo pro ni 20 správců. Registrováno bylo přes 1 593 000 uživatelů, z nichž bylo přes 3 000 aktivních. V počtu článků byla 25. největší Wikipedie.
Na konci dubna 2017 byl dle nařízení turecké vlády zablokován přístup z území Turecka k Wikipedii, zprvu bez udání důvodu. Podle později vydaného prohlášení Tureckého úřadu pro informace a telekomunikaci tímto důvodem bylo, že „na Wikipedii se nacházejí texty, které podporují terorismus“.  Dne 26. prosince 2019 rozhodl turecký ústavní soud, že blokování Wikipedie porušuje lidská práva a nařídil její odblokování. 15. ledna 2020 byl přístup k webu Wikipedie obnoven.
V roce 2019 bylo zobrazeno okolo 311,8 milionu dotazů. Denní průměr byl 854 312 a měsíční 25 985 314 dotazů. Nejvíce dotazů bylo zobrazeno v dubnu (29 220 311), nejméně v červnu (21 812 346). Nejvíce dotazů za den přišlo v sobotu 26. října (1 438 899), nejméně v pátek 6. září (605 501).